# Sporza docu
Sporza docu is een verzamelnaam voor losstaande sportdocumentaires gemaakt door Ruben Van Gucht. De serie startte in februari 2021 en wordt uitgezonden door de VRT.

## Inhoud
De eerste documentaire verscheen in 2021 en ging over De Nacht van Vlaanderen en het wereldrecord dat Jean-Paul Praet er liep op de 100 km. In de documentaire gaat het over duatleet Joerie Vansteelant die vertelt over zijn oudere broer Benny Vansteelant die overleed na een aanrijding op training. De derde documentaire gaat over de duivensport en volgt enkele duivenmelkers tijdens de vlucht van Barcelona, de belangrijkste wedstrijd van het jaar.

## Documentaires
| Afl. | Titel                   | Uitzending       | Kijkcijfers |
| ---- | ----------------------- | ---------------- | ----------- |
| 1.   | De Nacht van Vlaanderen | 14 februari 2021 | 294.613     |
| 2.   | Vansteelant             | 5 maart 2022     | 224.998     |
| 3.   | De Koning van Barcelona | 13 november 2022 | 256.497     |